# Mesene martha
Mesene martha är en fjärilsart som beskrevs av William Schaus 1902. Mesene martha ingår i släktet Mesene och familjen Riodinidae. Inga underarter finns listade i Catalogue of Life.